# 빗속의 고양이
〈빗속의 고양이〉(Cat in the Rain)는 어니스트 헤밍웨이의 단편 소설이다. 1925년 보니 & 리버라이트에서 출간한 헤밍웨이의 첫 미국 단편집인 《우리들의 시대에》에 처음 실렸다. 이탈리아에서 휴가를 보내는 미국인 남자와 아내에 관한 이야기를 다루고 있다. 헤밍웨이의 자전적 요소가 담겨 있으며, 빙산 이론에 해당하는 헤밍웨이의 문체가 돋보이는 작품이다.

## 배경
칼린 브레넌(Carlene Brennen)의 책 《헤밍웨이의 고양이》(Hemingway's Cats)에 의하면 이 이야기는 아내 해들리를 위해 쓴 것이다. 두 부부는 아주 짧은 기간 지속된 결혼 생활 동안 파리에서 거주하였는데, 헤밍웨이가 일하는 동안 해들리는 혼자 남겨지는 시간이 많았다. 해들리는 고양이를 키우고 싶어했지만 헤밍웨이는 자신들이 가난하기 때문에 어렵다고 말하였다. 해들리가 임신하였을 때 헤밍웨이는 라팔로에서 있었던 일(1923년 그곳에서 둘은 에즈라 파운드를 만났다)을 모티브로 이 단편 소설을 만들었다. 해들리는 길거리에서 새끼 고양이를 발견하고는 “지금 고양이를 갖고 싶어요. 머리를 길게 기르거나 재밌는 일이라곤 하나 없어도, 고양이 한 마리는 가질 수 있잖아요.”라고 말하였다.

## 줄거리
이탈리아의 한 호텔에서 두 미국인 부부가 휴가를 보내고 있다. 남편의 이름은 조지(George)이고, 아내의 이름은 언급되지 않는다. 비가 내내 내리고 둘은 호텔 방에만 머무르게 된다. 남편은 책을 보고, 아내는 비가 오는 테이블 아래 몸을 웅크린 채 숨어 있는 고양이 한 마리를 보게 된다. 고양이가 안쓰러운 아내는 고양이를 구하기로 결심한다.
아래층으로 내려가는 길에 아내는 호텔 하녀와 만나 짧은 대화를 나눈다. 이 만남에서 작가는 특히 아내가 호텔 하녀를 ‘좋아한다’는 점을 강조하는데, 이는 《우리들의 시대에》에 수록된 이야기 전반에 걸쳐 자주 반복되는 단어이다. “아내는 그가 좋았다. 그녀는 그 사람이 어떤 불평이든 아주 진지하게 받아들이는 것이 좋았다. 그녀는 그에게서 느껴지는 품의가 좋았다. 자기를 도와주려고 하는 그 사람의 태도가 좋았다. 그가 호텔 주인으로서 자부심을 갖고 있는 점도 좋았다. 그녀는 그의 나이 든 얼굴의 심각한 표정과 커다란 손이 좋았다.”
아내가 마침내 밖에 도착했을 때 고양이는 사라져 버렸고, 아내는 당황한 채 혼자 방으로 돌아온다. 그런 아내는 남편과 자신의 삶에서 원하는 것, 특히 정착하고 싶은 방식에 대해 다소 일방적인 대화를 나눈다. “나만의 은식기가 있는 식기를 가지고 식사를 하고 싶어요. 또 촛불도 켜놓고 싶고, 그리고 지금이 봄이었으면 좋겠어요. 거울 앞에서 마음껏 머리를 빗고 싶어요. 또 고양이 한 마리와 새 옷도 입고 싶어요.” 하지만 남편은 아내를 무시한 채 책이나 읽으라고 핀잔을 준다. 이야기는 하녀가 큼직한 삼색 얼룩 고양이 한 마리를 데려와 아내에게 주면서 끝이 난다.